# Hüma Hatun
Alime Hüma Hatun (en turco otomano: هما خاتون‎, "ave del paraíso") (República de Venecia, Albania o Grecia, c.1410 — Bursa, Septiembre de 1449), fue una de las seis consortes del sultán otomano, Murad II y madre de Mehmed II, quién conquistó Constantinopla. Falleció antes de que su hijo ascienda al trono, por lo que nunca fue Valide Hatun.

## Orígenes
Aunque algunas fuentes turcas afirman que ella era de origen turco,es imposible. Se sabe que ella era de una familia judía y su nacimiento se calcula cerca de 1410.
No se sabe nada de sus antecedentes familiares, ni cuales eran sus antecesores, aparte del hecho de que una inscripción otomana (vakfiye) la describe como Hātun binti Abdullah (hija de Abdullah); en ese momento, a las personas que se convertían al Islam se les daba el nombre de Abdullah, que significa Siervo de Dios, lo cual es evidencia de su origen no musulmán.
La primera teoría relata que Hüma nació en algún lugar de la República de Venecia, de padres austríacos. 
Según otra teoría, basada en el hecho de que Mehmed II dominaba fuertemente la lengua balcánica, dando a entender que su madre procedía de esas zonas y era eslava o albanesa. 
Finalmente, una tercera teoría, la cual hoy en día es aceptada, dice que ella se llamaba Ester, era originaria de Grecia y sus padres eran judíos macedonios.

## Como consorte
Hüma Hatun entró en el harén de Murad II alrededor de 1423. De él tuvo primero dos hijas, Hatice Hatun y Fatma Hatun, y finalmente, el 30 de marzo de 1431, dio a luz a su único hijo, el futuro sultán, Mehmed II, quién más tarde sería conocido como El Conquistador.
En 1438, Mehmed fue circuncidado junto con su medio hermano mayor, Şehzade Alaeddin. Cuando Mehmed tenía 11 años, fue enviado a Manisa como príncipe gobernador. Hüma siguió a su hijo a Manisa. Hüma es mayormente confundida con Hatice Halime Hatun otra consorte de Murad II.
En 1444, después de la muerte del medio hermano mayor de Mehmed, Şehzade Alaeddin, quien murió en 1443, Mehmed era el único heredero que quedaba al trono. Ese mismo año, Murad II abdicó del trono debido a la depresión por la muerte de su hijo, Şehzade Alaeddin Ali Çelebi, y se retiró a Manisa.
Su hijo Şehzade Mehmed sucedió en el trono como Mehmed II, aunque otros dicen que sólo quedó como protector del imperio. Ella nunca tuvo el título de Valide. En 1446, Murad volvió a ocupar el trono y Hüma y su hijo regresaron a Bursa.
Sin embargo, Mehmed sucedió en el trono en 1451, después de la muerte de su padre, pero ella nunca se convirtió en Valide Hatun ya que murió antes de la adhesión. No estaba viva para ver la conquista de Constantinopla, que se convirtió en la capital del Imperio otomano durante casi cinco siglos, antes de que el Imperio fuera abolido en 1922 y Turquía fuera declarada oficialmente república.

## Muerte
Falleció en septiembre de 1449 en Bursa, justamente dos años antes del segundo ascenso al trono de su hijo, Mehmed fue acogido entonces por Mara Hatun, otra consorte de Murad II. Su tumba está ubicada en el sitio conocido como "Hatuniye Kümbedi" (Tumba de Hatuniye) al este del Complejo Muradiye, que fue construido por su hijo Mehmed en su honor. Otros dicen que perdió el favor de Murad y murió exiliada.
El barrio donde se encuentra su tumba se conoce hasta ahora como Barrio Hüma Hatun.

## Descendencia
Junto a Murad tuvieron tres hijos:
- Hatice Hatun (1425 — 1478), casada en 1437 con Damat İsa Bey. Se casó en 1448 con Damat Çandaroğlu İsmail Kemaleddin Paşa. Tuvo descendencia de su segundo esposo. Hatice tenía descendientes directos que vivían durante el reinado de Abdülmecit I (r. 1839 — 1861);
- Fatma Hatun (1430 — ¿?), se casó en octubre de 1448 con Damat Zağanos Paşa, Gran Visir del Imperio Otomano desde 1453 hasta 1456. Después de divorciarse en 1462, se casó con Damat Çandarli Mahmud Paşa. Se sabe que tuvo bastante influencia y poder en asuntos estatales;
- Mehmed II (30 de marzo de 1431 — 3 de mayo de 1481), era Sanjak Bey de Amasya, y luego de Manisa. Conocido como Mehmed el Conquistador, considerado uno de los mejores sultanes. Reinó desde 1451 hasta su muerte, aparte es conocido por conquistar Constantinopla y darle caída por completo al Imperio Bizantino.